# Озер, Шехмус
Шехмус Озер (тур. Şehmus Özer; 10 мая 1980 года, Эргани, Диярбакыр — 19 декабря 2016 года, Едипынар, Сивридже, Элязыг) — турецкий футболист, выступавший на позиции нападающего. Сыграл 4 матча в Суперлиге Турции и 475 матчей на профессиональном уровне.

## Биография
Воспитанник клуба «Эрганиспор» из своего родного города. В 1998 году дебютировал на взрослом уровне в составе своего клуба, игравшего на тот момент в третьем дивизионе. В 1999 году перешёл в «Малатьяспор», с этим клубом поднялся из первого дивизиона в высший и осенью 2001 года сыграл 4 матча в чемпионате Турции. Однако не закрепился в составе команды и во время зимнего перерыва был отдан в аренду в «Кайсериспор».
В дальнейшем выступал за клубы низших дивизионов Турции. В 2003—2007 играл за «Мардинспор», с которым поднялся из второго дивизиона в первый, всего сыграл за клуб более 100 матчей и забил более 40 мячей. В сезоне 2010/11 в составе «Мерсин Идманюрду» и на следующий сезон в составе «Акхисар Беледиеспор» выигрывал турнир первого дивизиона.
В 2014 году решил перебраться ближе к дому и подписал контракт с клубом второго дивизиона «Амед» из Диярбакыра, за этот клуб играл последние три сезона.
Всего за карьеру сыграл 475 матчей и забил 141 гол в чемпионатах на профессиональном уровне (510 матчей и 155 голов с учётом кубковых турниров).
Погиб в автомобильной аварии на трассе между Малатьей и Диярбакыром.

## Семья
Три младших брата Шехмуса — Зюлькюф, Незир и Садеттин, также являются профессиональными футболистами. Всего в семье девять братьев и сестёр.

## Достижения
- Победитель первого дивизиона Турции: 2010/11, 2011/12
- Победитель второго дивизиона Турции: 2003/04